# I Congreso del Partido Obrero Socialdemócrata de Rusia
El I Congreso del Partido Obrero Socialdemócrata de Rusia (POSDR) fue el congreso en el que se fundó oficialmente el partido. Se celebró en la ciudad de Minsk, Imperio ruso, de manera clandestina.  

## Antecedentes

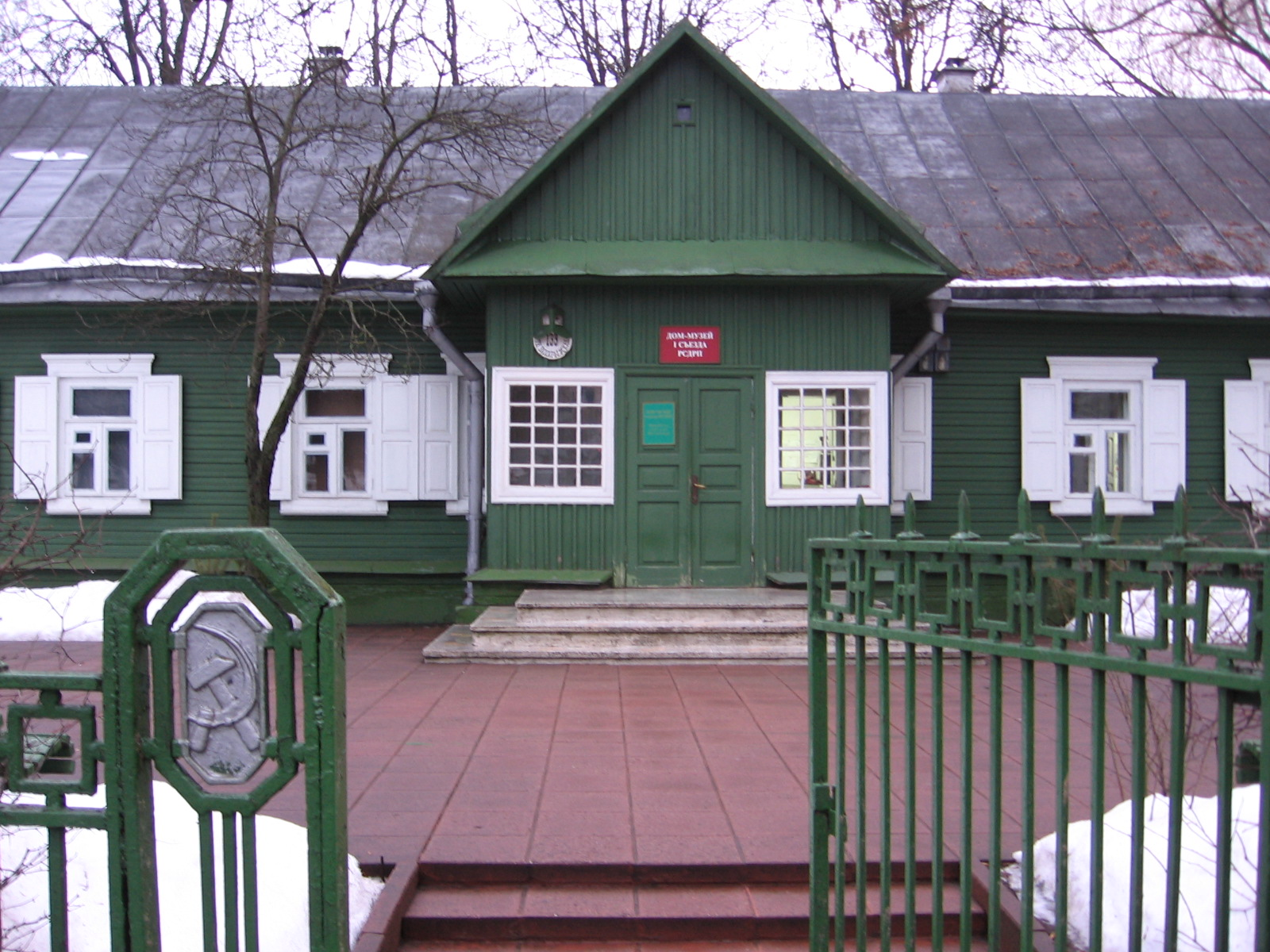
El congreso tuvo lugar en esta casa en Minsk

Con el crecimiento del movimiento obrero de inspiración marxista en Rusia en la década de 1890, sus ideólogos y miembros se plantearon la unificación de las distintas organizaciones surgidas por el Imperio en un nuevo partido político. Los delegados rusos al congreso de la Internacional Socialista de Londres de 1895, se reunieron durante el congreso y una vez concluido este para planear la fundación del partido. Según los reunidos, el congreso debía aprobar un programa y la organización del nuevo partido. El programa debía ser aceptable para los socialdemócratas que trabajaban en Rusia y la organización debía ser disciplinada, unitaria y seguir lo que consideraban interpretación ortodoxa de los postulados marxistas. Para favorecer la unidad, los delegados decidieron que sería la Unión de Socialdemócratas Rusos y no el Grupo para la Emancipación del Trabajo el representante oficial del movimiento en el extranjero.

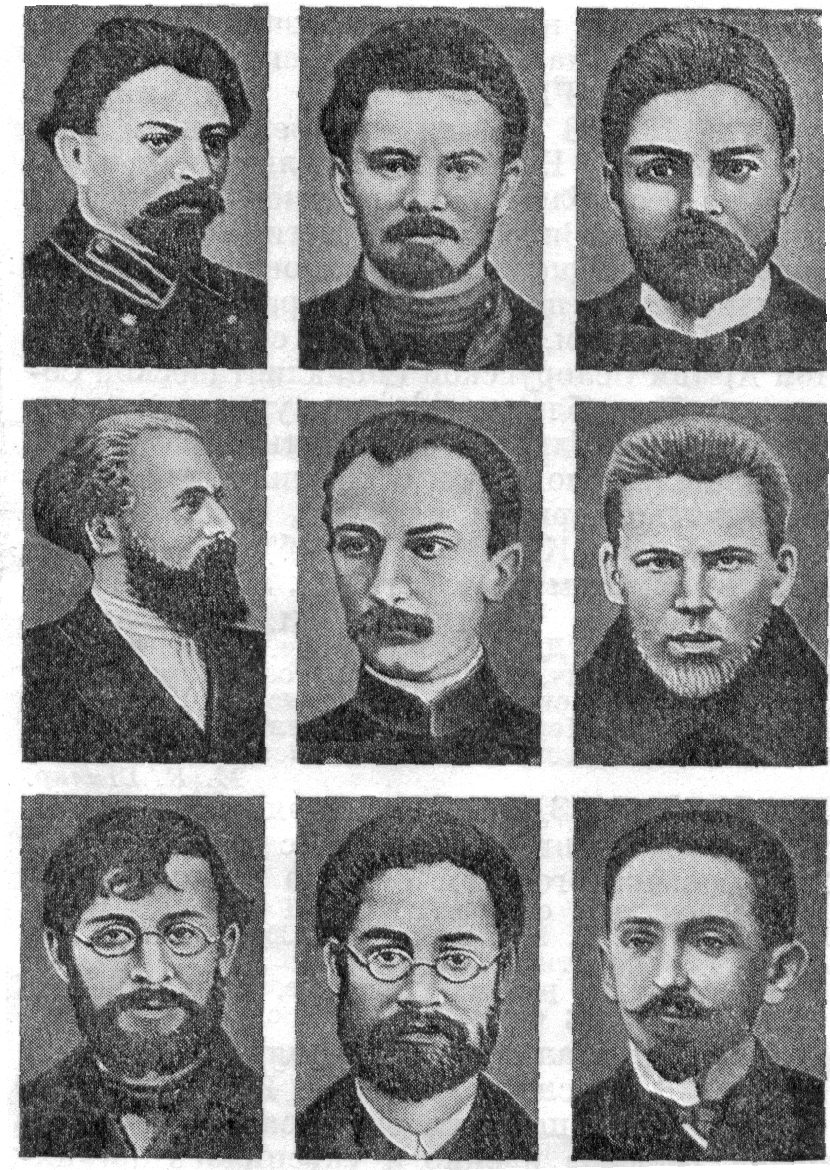
Delegados del Primer Congreso del POSDR (en filas): (1) S. Radchenko, A. Vannovsky, P. Tuchapsky, (2) B. Eidelman, N. Vigdorchik, K. Petrusevich, (3) A. Mutnik, A. Kremer, Sh. Katz

Ante el escaso avance de los preparativos para fundar el nuevo partido, se celebró una nueva conferencia de coordinación en Suiza en mayo y junio de 1897. Acudieron a ella veteranos marxistas así como representantes de las organizaciones en Rusia. Gracias principalmente al esfuerzo del nuevo Bund, logró prepararse el congreso fundacional del que debía ser el primer partido socialmócrata ruso. El objetivo no era reunir todas las organizaciones socialdemócratas rusas al comienzo, sino solo algunas, como las de la capital, Kiev o Vilna y la Unión de Socialdemócratas en el exilio.

## El congreso
El congreso se inauguró finalmente en marzo de 1898 en Minsk, con delegados de San Petersburgo, Kiev, del Bund, Moscú y Ekaterinoslav. Clandestino, apenas reunió, no obstante, a nueve delegados. Las principales figuras del movimiento se hallaban ausentes; Lenin, Mártov y Potrésov se encontraban presos en Siberia. Los miembros del Grupo para la Emancipación del Trabajo, fundadores del marxismo ruso, no se atrevieron a viajar a Rusia para acudir al congreso.
El congreso no logró promulgar unos estatutos ni un programa para el partido. Se limitó a aprobar algunas vagas directivas organizativas y a respaldar un manifiesto redactado por Piotr Struve tras la clausura. Sí se eligió un comité central compuesto por tres miembros de los que dos fueron poco después detenidos por la policía, como el grueso de los delegados.
La falta de resultados del congreso condujo a la necesidad de convocar uno nuevo en el que se aprobase un programa y se decidiese la organización del partido. Las disputas intestinas entre las distintas fracciones teóricamente reunidas en el partido mediante la fundación formal en el primer congreso retrasaron la celebración hasta 1903.

## Resultados

### Comité Central
| Miembro | Miembro          | II Congreso | Nacimiento | Muerte | Etnicidad |
| ------- | ---------------- | ----------- | ---------- | ------ | --------- |
|         | Boris Eidelmann  | Arrestado   | 1867       | 1939   | Ruso      |
|         | Arkadi Kremer    | Arrestado   | 1865       | 1935   | Judío     |
|         | Stepán Radchenko | Arrestado   | 1869       | 1911   | Ruso      |